# Lill-Kalper
Lill-Kalper är en sjö i Arvidsjaurs kommun i Lappland och ingår i Byskeälvens huvudavrinningsområde. Sjön har en area på 0,18 kvadratkilometer och ligger 343 meter över havet.

## Delavrinningsområde
Lill-Kalper ingår i det delavrinningsområde (727267-167685) som SMHI kallar för Mynnar i Pjesker. Medelhöjden är 357 meter över havet och ytan är 4,6 kvadratkilometer. Det finns inga avrinningsområden uppströms utan avrinningsområdet är högsta punkten. Vattendraget som avvattnar avrinningsområdet har biflödesordning 3, vilket innebär att vattnet flödar genom totalt 3 vattendrag innan det når havet efter 143 kilometer. Avrinningsområdet består mestadels av skog (57 procent) och sankmarker (37 procent). Avrinningsområdet har 0,18 kvadratkilometer vattenytor vilket ger det en sjöprocent på 3,9 procent.